# Yerville
Yerville település Franciaországban, Seine-Maritime megyében. Lakosainak száma 2658 fő (2022. január 1.). Yerville Bourdainville, Criquetot-sur-Ouville, Ectot-l’Auber, Ouville-l’Abbaye, Saint-Martin-aux-Arbres és Vibeuf községekkel határos.

## Népesség
A település népessége az elmúlt években az alábbi módon változott:
| Lakosok száma | 2447 | 2439 | 2448 | 2418 | 2400 | 2514 | 2515 | 2584 | 2658 |
|               | 2013 | 2015 | 2016 | 2017 | 2018 | 2019 | 2020 | 2021 | 2022 |